# Yorkové
Yorkové byli jednou z větví královského rodu Plantagenetů. Byli jednou ze soupeřících stran války růží – občanské války v Anglii a Walesu v 15. století. Z rodu Yorků pocházeli tři angličtí králové – Eduard IV., Eduard V. a Richard III.

## Původ
Zakladatel rodu Edmund z Langley, 1. vévoda z Yorku, pocházel z královského rodu Plantagenetů a byl čtvrtým synem krále Eduarda III. Edmund měl dva syny, Eduarda a Richarda Conisburgha. Eduard se stal roku 1402 Edmundovým nástupcem, ale padl roku 1415 v bitvě u Azincourtu. Edmundův mladší syn Richard se oženil s Annou Mortimerovou, pravnučkou Lionela z Antwerp, což byl druhorozený syn krále Eduarda III. Anna se také, po smrti svého bratra Edmunda roku 1425, stala dědičkou hrabství March. Anna Mortimerová a Edmund Mortimer byli potomky Rogera Mortimera, 4. hraběte z Marchu, který byl jmenován nástupcem na trůn po Richardu II., předtím, než trůn uchvátil roku 1399 rod Lancasterů v osobě Jindřicha IV.
Richard Conisburgh byl popraven po účasti v Southamptonském spiknutí, které mělo za cíl svrhnout Jindřicha V. ve prospěch hraběte z Marchu. Jeho nástupcem se stal jako vévoda z Yorku syn Richard Plantagenet. Po své matce Anně Mortimerové také zdědil hrabství March a Mortimerův nárok nástupnictví na anglický trůn.

## Války růží
Navzdory jeho pozici byla Richardovi Plantagenetovi upřena funkce ve vládě. Důvodem byl vliv rádců slabého krále Jindřicha VI., především Jana Beauforta, 1. vévody ze Somersetu a královy manželky Markéty. I když byl Richard regentem v době královy nezpůsobilosti v letech 1453–1454, byly jeho reformy, poté co se král zotavil, skupinou kolem hraběte ze Somersetu zrušeny.
Počátkem války růží byla bitva u St Albans. Zpočátku se Richardovi podařilo zapudit Lancastery z postavení, ze kterého mohli krále ovlivňovat. V říjnu roku 1460 začal uplatňovat nárok na anglický trůn pro rod Yorků. Yorkům se podařilo po bitvě u Northamptonu zajmout krále, ale jejich úspěch měl krátké trvání. Richard a jeho syn Edmund padli 30. října v bitvě u Wakefieldu.
Richardův nárok na trůn přešel na jeho syna Eduarda. Ten se s podporou Richarda Nevilleho, hraběte z Warwicku, postavil do čela vojska, které několikrát porazilo Lancastery. Zatímco byl Jindřich VI. se svou manželkou na válečném tažení na severu země, Warwick získal kontrolu nad Londýnem a prohlásil Eduarda roku 1461 za anglického krále. Eduard potvrdil svůj nárok na trůn rozhodným vítězstvím v bitvě u Towtonu.

## Vláda
Počátek Eduardovy vlády byl poznamenán Lancasterským spiknutím a vzpourou ve prospěch předchozího krále Jindřicha VI. Warwick přešel na druhou stranu a podpořil Markétu z Anjou. Podařilo se jim na krátkou dobu v letech 1470 – 1471 obnovit Jindřichovu vládu. Nicméně Eduard byl schopen se na trůn vrátit a Jindřich VI. byl roku 1471 v Toweru zavražděn.
Po smrti Eduarda IV. roku 1483 se anglickým králem stal jeho dvanáctiletý syn Eduard. Mladší bratr Eduarda IV. Richard byl jmenován regentem a nechal mladého krále a jeho bratra Richarda uvěznit v Toweru. Oba již nebyli nikdy spatřeni. Parlament prohlásil oba mladé chlapce za nelegitimní potomky svého otce, na základě toho, že prohlásil Eduardův sňatek za neplatný. Tím se Richard stal dědicem anglického trůnu a byl korunován v červenci 1483 jako Richard III.
Králové Anglie z rodu Yorků:
- Eduard IV. (28. dubna 1442 – 9. dubna 1483) – vládl v období 4. březen 1461 – 2. říjen 1470 a 11. duben 1471 – 9. duben 1483
- Eduard V. (2. listopadu 1470 – 29. července 1483?) – vládl v období 9. duben 1483 – 20. červen 1483
- Richard III. (2. října 1452 – 22. srpna 1485) – vládl v období 20. červen 1483 – 22. srpen 1485

## Porážka Yorků
Richard III. měl mnoho nepřátel. Hlavními byli Lancasterové, kteří viděli svou šanci v podpoře Jindřicha Tudora, který byl příbuzensky svázán s rodem Lancasterů. Obě strany se střetly roku 1485 v bitvě u Bosworthu. V tomto krvavém střetu někteří Richardovi spojenci přešli na stranu nepřítele, nebo spíše nezapojili své vojáky do bitvy. Richard III. jako poslední král z rodu Yorků byl v řeži zabit. Byl posledním anglickým králem, který zemřel v bitvě.
Jindřich Tudor se prohlásil za krále a vzal si za manželku Alžbětu z Yorku, nejstarší dceru Eduarda IV., tím symbolicky spojil oba rody Lancasterů a Yorků a nastoupil na anglický trůn jako Jindřich VII. Byl zakladatelem dynastie Tudorovců, která vládla Anglii až do roku 1603.